# آرتی‌وی بی‌ان
آرتی‌ان بی‌ان (انگلیسی: RTV BN) شرکت رسانه‌ای بوسنیایی است، که در سال ۱۹۹۸ تأسیس شد.